# オーレ・アイナル・ビョルンダーレン
オーレ・アイナル・ビョルンダーレン（Ole Einar Bjørndalen、1974年1月27日 - ）は、ノルウェー、ブスケルー県ドランメン出身のバイアスロン選手、クロスカントリースキー選手。

## プロフィール
1985年からバイアスロンを始める。
1992年のジュニア世界選手権団体で銅メダルを獲得。翌1993年は個人、スプリント、団体で3個の金メダルを獲得した。
オリンピックでは、1994年リレハンメルオリンピックに初出場。1998年長野オリンピックにおいて10kmスプリント、4×7.5kmリレーで銀メダルを獲得。2002年ソルトレークシティオリンピックでは、史上初のバイアスロン全4種目（10kmスプリント、20km個人、12.5kmパシュート、4×7.5kmリレー）制覇を達成し、今でもオリンピックでバイアスロン全種目制覇した唯一の人物である。40歳で出場した2014年ソチオリンピックまでのメダル通算獲得数13個は、冬季五輪の全種目を通じては平昌オリンピックでクロスカントリースキーのマリット・ビョルゲンに塗り替えられるまで歴代1位（現在2位、男子では最多）、金メダル獲得数通算8個もビョルゲン、同じくクロスカントリースキーのビョルン・ダーリ（ノルウェー）と並び、最多タイ記録である。
また、世界選手権では通算で金メダルを19個、銀メダルを11個、銅メダルを9個獲得、ワールドカップでは、1997-1998、2002-2003、2004-2005、2005-2006、2007-2008、2008-2009シーズンと計6度総合優勝を果たし2012-2013シーズンまでに通算93勝（バイアスロンではオリンピックと世界選手権の勝利もワールドカップの勝利に算入する）（2位47回、3位26回）している。
2014年のソチオリンピックで金メダルを獲得して引退する目標を言明している。
トラックでは他の追随を許さない圧倒的な速さを誇る。ソルトレイクシティオリンピックではクロスカントリー50km（フリー走法）にも出場、6位（優勝者がドーピング審査でメダルを剥奪されたため、後に5位に繰り上げ）に入賞している。2002年にはw:en:Egebergs Ærespris（ノルウェー人で複数のスポーツにおいて優秀な成績を残した選手に贈られる賞）を受賞した。
選手生活の初期には、射撃の失敗による遅れをクロスカントリー部分の力走で帳消しにする、豪快なレース運びで知られていた。2000年頃から苦手な射撃の克服に務めた結果、それまで試合によってばらつきの大きかった命中率が安定、常勝選手の仲間入りを果たすこととなる。ソルトレイクシティでの全種目制覇はそうした努力の総決算と言える。
ソルトレイクシティオリンピック、20km個人のスタート直前のこと、ドイツ・バイアスロンチームの監督が、誰が優勝すると思うかという記者の質問に「射撃を全弾命中で切り抜けられた選手か、ビョルンダーレン」と答えたという逸話はよく知られている。正確には「ビョルンダーレンのような規格外の走力の持ち主」と言ったのだが、結果はこの言葉通り、20発中2発を外したビョルンダーレンが全弾命中のフランク・ルック（ドイツ）を抑えて優勝した。
その走力を生かしてクロスカントリースキー・ワールドカップにも度々エントリー、2006年11月18日にスウェーデンのイェブレで開催された15kmフリー走法で勝利をあげている。
2006年5月27日にイタリアの元バイアスロン選手ナタリー・サンテールと結婚、オーストリアのオーバーティリアッハ(Obertilliach)在住。
2011年のホルメンコーレン・メダルをバイアスロン選手として史上初めて受章（同時受章はヤンネ・アホネン、ミヒャエル・グライス、アンドレア・ヘンケル）した。
ソチ五輪中に行われた選手委員選挙で、IOC（国際オリンピック委員会）委員に当選した。

## 成績

### オリンピック
| 開催地                  | 個人 | スプリント | パシュート | マススタート | リレー | 混合リレー |
| ----------------------- | ---- | ---------- | ---------- | ------------ | ------ | ---------- |
| 1994 リレハンメル       | 36位 | 28位       | —          | —            | 7位    | —          |
| 1998 長野               | 7位  | 金         | —          | —            | 銀     | —          |
| 2002 ソルトレークシティ | 金   | 金         | 金         | —            | 金     | —          |
| 2006 トリノ             | 銀   | 11位       | 銀         | 銅           | 5位    | —          |
| 2010 バンクーバー       | 銀   | 17位       | 7位        | 27位         | 金     | —          |
| 2014 ソチ               | 34位 | 金         | 4位        | 22位         | 4位    | 金         |

### 世界選手権
| 開催地               | 個人 | スプリント | パシュート | マススタート | リレー | 混合リレー |
| -------------------- | ---- | ---------- | ---------- | ------------ | ------ | ---------- |
| 1995 Antholz         | 12位 | 4位        | —          | —            | 5位    | —          |
| 1996 Ruhpolding      | 19位 | 6位        | —          | —            | 4位    | —          |
| 1997 Brezno-Osrblie  | 6位  | 9位        | 銅         | —            | 銀     | —          |
| 1998 Pokljuka        | —    | —          | 銀         | —            | 金     | —          |
| 1999 Kontiolahti     | 4位  | 19位       | 5位        | 銅           | 銅     | —          |
| 2000 Oslo            | 20位 | 5位        | 4位        | 銅           | 銀     | —          |
| 2001 Pokljuka        | 10位 | 19位       | 4位        | 銀           | 銅     | —          |
| 2003 Khanty-Mansiysk | 30位 | 金         | 8位        | 金           | 4位    | —          |
| 2004 Oberhof         | 銅   | 銅         | 銅         | 7位          | 銀     | —          |
| 2005 Hochfilzen      | 6位  | 金         | 金         | 金           | 金     | —          |
| 2006 Pokljuka        | —    | —          | —          | —            | —      | 銀         |
| 2007 Antholz         | 32位 | 金         | 金         | 4位          | 銀     | —          |
| 2008 Östersund       | 銀   | 銅         | 金         | 銀           | 銀     | —          |
| 2009 Pyeongchang     | 金   | 金         | 金         | 4位          | 金     | 4位        |
| 2010 Khanty-Mansiysk | —    | —          | —          | —            | —      | 銀         |
| 2011 Khanty-Mansiysk | 6位  | 22位       | 24位       | 6位          | 金     | 金         |
| 2012 Ruhpolding      | 47位 | 20位       | 14位       | 8位          | 金     | 金         |
| 2013 Nové Město      | 25位 | 4位        | 10位       | 24位         | 金     | —          |

### ワールドカップ総合成績
| シーズン  | 総合順位 | 1位 | 2位 | 3位 | 表彰台回数 |
| --------- | -------- | --- | --- | --- | ---------- |
| 1992/1993 | 62       | -   | -   | -   | -          |
| 1993/1994 | 30       | -   | -   | -   | -          |
| 1994/1995 | 4        | -   | 1   | 2   | 3          |
| 1995/1996 | 9        | 1   | 1   | -   | 2          |
| 1996/1997 | 2        | 3   | 2   | 3   | 8          |
| 1997/1998 | 1        | 2   | 3   | 1   | 6          |
| 1998/1999 | 2        | 3   | 4   | 1   | 8          |
| 1999/2000 | 2        | 5   | 2   | 3   | 10         |
| 2000/2001 | 2        | 8   | 6   | 1   | 15         |
| 2001/2002 | 3        | 5   | 2   | 2   | 9          |
| 2002/2003 | 1        | 11  | -   | -   | 11         |
| 2003/2004 | 2        | 5   | 5   | 3   | 13         |
| 2004/2005 | 1        | 12  | 2   | 1   | 15         |
| 2005/2006 | 1        | 8   | 3   | 2   | 13         |
| 2006/2007 | 2        | 11  | -   | -   | 11         |
| 2007/2008 | 1        | 7   | 5   | 2   | 14         |
| 2008/2009 | 1        | 7   | 6   | 2   | 15         |
| 2009/2010 | 10       | 3   | 2   | 1   | 5          |
| 2010/2011 | 10       | 1   | 2   | 1   | 4          |
| 2011/2012 | 16       | 1   | 1   | -   | 2          |
| 2012/2013 | 22       | -   | -   | -   | -          |
| 2013/2014 | 6        | -   | 2   | 2   | 4          |
| 2014/2015 | 14       | -   | 1   | -   | 1          |
| 2015/2016 | 13       | 1   | 3   | 3   | 7          |
| 合計      |          | 94  | 53  | 30  | 177        |

### ジュニア世界選手権
| 開催地          | 個人 | スプリント | リレー | 団体 |
| --------------- | ---- | ---------- | ------ | ---- |
| 1992 Canmore    | 23位 | 47位       | 6位    | 銅   |
| 1993 Ruhpolding | 金   | 金         | 8位    | 金   |

### 個人戦勝利
| 年月日         | 開催地                   | 種目             | カテゴリー                   |
| -------------- | ------------------------ | ---------------- | ---------------------------- |
| 1996年1月11日  | ラズン・アンテルセルヴァ | 20km個人         | バイアスロン・ワールドカップ |
| 1997年1月4日   | オーバーホーフ           | 10kmスプリント   | バイアスロン・ワールドカップ |
| 1997年1月5日   | オーバーホーフ           | 12.5kmパシュート | バイアスロン・ワールドカップ |
| 1997年1月11日  | ルーポルディング         | 10kmスプリント   | バイアスロン・ワールドカップ |
| 1998年1月17日  | ラズン・アンテルセルヴァ | 10kmスプリント   | バイアスロン・ワールドカップ |
| 1998年2月18日  | 長野（野沢温泉）         | 10kmスプリント   | 冬季オリンピック             |
| 1998年12月11日 | ホッホフィルツェン       | 10kmスプリント   | バイアスロン・ワールドカップ |
| 1999年1月9日   | オーバーホーフ           | 12.5kmパシュート | バイアスロン・ワールドカップ |
| 1999年1月23日  | ラズン・アンテルセルヴァ | 12.5kmパシュート | バイアスロン・ワールドカップ |
| 1999年12月2日  | ホッホフィルツェン       | 20km個人         | バイアスロン・ワールドカップ |
| 1999年12月4日  | ホッホフィルツェン       | 12.5kmパシュート | バイアスロン・ワールドカップ |
| 2000年1月6日   | オーバーホーフ           | 10kmスプリント   | バイアスロン・ワールドカップ |
| 2000年1月7日   | オーバーホーフ           | 12.5kmパシュート | バイアスロン・ワールドカップ |
| 2000年1月22日  | ラズン・アンテルセルヴァ | 12.5kmパシュート | バイアスロン・ワールドカップ |
| 2000年12月1日  | ホッホフィルツェン       | 10kmスプリント   | バイアスロン・ワールドカップ |
| 2000年12月17日 | ブレズノ                 | 12.5kmパシュート | バイアスロン・ワールドカップ |
| 2001年1月12日  | ルーポルディング         | 10kmスプリント   | バイアスロン・ワールドカップ |
| 2001年1月18日  | ラズン・アンテルセルヴァ | 10kmスプリント   | バイアスロン・ワールドカップ |
| 2001年1月21日  | ラズン・アンテルセルヴァ | 15kmマススタート | バイアスロン・ワールドカップ |
| 2001年2月28日  | ソルトレークシティ       | 20km個人         | バイアスロン・ワールドカップ |
| 2001年3月2日   | ソルトレークシティ       | 10kmスプリント   | バイアスロン・ワールドカップ |
| 2001年3月3日   | ソルトレークシティ       | 12.5kmパシュート | バイアスロン・ワールドカップ |
| 2001年12月6日  | ホッホフィルツェン       | 10kmスプリント   | バイアスロン・ワールドカップ |
| 2001年12月9日  | ホッホフィルツェン       | 12.5kmパシュート | バイアスロン・ワールドカップ |
| 2002年2月11日  | ソルトレークシティ       | 20km個人         | 冬季オリンピック             |
| 2002年2月13日  | ソルトレークシティ       | 10kmスプリント   | 冬季オリンピック             |
| 2002年2月16日  | ソルトレークシティ       | 12.5kmパシュート | 冬季オリンピック             |
| 2002年12月8日  | エステルスンド           | 12.5kmパシュート | バイアスロン・ワールドカップ |
| 2002年12月14日 | ブレッド                 | 10kmスプリント   | バイアスロン・ワールドカップ |
| 2002年12月15日 | ブレッド                 | 12.5kmパシュート | バイアスロン・ワールドカップ |
| 2003年1月9日   | オーバーホーフ           | 10kmスプリント   | バイアスロン・ワールドカップ |
| 2003年1月12日  | オーバーホーフ           | 15kmマススタート | バイアスロン・ワールドカップ |
| 2003年1月18日  | ルーポルディング         | 10kmスプリント   | バイアスロン・ワールドカップ |
| 2003年1月19日  | ルーポルディング         | 12.5kmパシュート | バイアスロン・ワールドカップ |
| 2003年2月9日   | ラハティ                 | 15kmマススタート | バイアスロン・ワールドカップ |
| 2003年2月16日  | オスロ                   | 12.5kmパシュート | バイアスロン・ワールドカップ |
| 2003年3月15日  | ハンティ・マンシースク   | 10kmスプリント   | バイアスロン世界選手権       |
| 2003年3月23日  | ハンティ・マンシースク   | 15kmマススタート | バイアスロン世界選手権       |
| 2003年12月4日  | コンティオラハティ       | 10kmスプリント   | バイアスロン・ワールドカップ |
| 2003年12月7日  | コンティオラハティ       | 12.5kmパシュート | バイアスロン・ワールドカップ |
| 2003年12月14日 | ホッホフィルツェン       | 12.5kmパシュート | バイアスロン・ワールドカップ |
| 2004年1月10日  | ブレッド                 | 12.5kmパシュート | バイアスロン・ワールドカップ |
| 2004年1月18日  | ルーポルディング         | 12.5kmパシュート | バイアスロン・ワールドカップ |
| 2004年12月2日  | バイトストーレン         | 10kmスプリント   | バイアスロン・ワールドカップ |
| 2004年12月11日 | オスロ                   | 10kmスプリント   | バイアスロン・ワールドカップ |
| 2005年1月15日  | ルーポルディング         | 10kmスプリント   | バイアスロン・ワールドカップ |
| 2005年1月16日  | ルーポルディング         | 12.5kmパシュート | バイアスロン・ワールドカップ |
| 2005年1月19日  | ラズン・アンテルセルヴァ | 20km個人         | バイアスロン・ワールドカップ |
| 2005年1月21日  | ラズン・アンテルセルヴァ | 10kmスプリント   | バイアスロン・ワールドカップ |
| 2005年1月23日  | ラズン・アンテルセルヴァ | 12.5kmパシュート | バイアスロン・ワールドカップ |
| 2005年2月20日  | ブレッド                 | 15kmマススタート | バイアスロン・ワールドカップ |
| 2005年3月5日   | ホッホフィルツェン       | 10kmスプリント   | バイアスロン世界選手権       |
| 2005年3月6日   | ホッホフィルツェン       | 12.5kmパシュート | バイアスロン世界選手権       |
| 2005年3月13日  | ホッホフィルツェン       | 15kmマススタート | バイアスロン世界選手権       |
| 2005年3月17日  | ハンティ・マンシースク   | 12.5kmパシュート | バイアスロン・ワールドカップ |
| 2005年11月27日 | エステルスンド           | 12.5kmパシュート | バイアスロン・ワールドカップ |
| 2006年1月22日  | ラズン・アンテルセルヴァ | 15kmマススタート | バイアスロン・ワールドカップ |
| 2006年3月8日   | ブレッド                 | 10kmスプリント   | バイアスロン・ワールドカップ |
| 2006年3月11日  | ブレッド                 | 12.5kmパシュート | バイアスロン・ワールドカップ |
| 2006年3月18日  | コンティオラハティ       | 12.5kmパシュート | バイアスロン・ワールドカップ |
| 2006年3月23日  | オスロ                   | 10kmスプリント   | バイアスロン・ワールドカップ |
| 2006年3月25日  | オスロ                   | 12.5kmパシュート | バイアスロン・ワールドカップ |
| 2006年3月26日  | オスロ                   | 15kmマススタート | バイアスロン・ワールドカップ |
| 2006年11月30日 | エステルスンド           | 20km個人         | バイアスロン・ワールドカップ |
| 2006年12月2日  | エステルスンド           | 10kmスプリント   | バイアスロン・ワールドカップ |
| 2006年12月3日  | エステルスンド           | 12.5kmパシュート | バイアスロン・ワールドカップ |
| 2006年12月8日  | ホッホフィルツェン       | 10kmスプリント   | バイアスロン・ワールドカップ |
| 2006年12月9日  | ホッホフィルツェン       | 12.5kmパシュート | バイアスロン・ワールドカップ |
| 2007年1月13日  | ルーポルディング         | 10kmスプリント   | バイアスロン・ワールドカップ |
| 2007年1月14日  | ルーポルディング         | 15kmマススタート | バイアスロン・ワールドカップ |
| 2007年2月3日   | ラズン・アンテルセルヴァ | 10kmスプリント   | バイアスロン世界選手権       |
| 2007年2月4日   | ラズン・アンテルセルヴァ | 12.5kmパシュート | バイアスロン世界選手権       |
| 2007年3月10日  | オスロ                   | 12.5kmパシュート | バイアスロン・ワールドカップ |
| 2007年3月11日  | オスロ                   | 15kmマススタート | バイアスロン・ワールドカップ |
| 2007年12月1日  | コンティオラハティ       | 10kmスプリント   | バイアスロン・ワールドカップ |
| 2007年12月8日  | ホッホフィルツェン       | 12.5kmパシュート | バイアスロン・ワールドカップ |
| 2007年12月15日 | ブレッド                 | 10kmスプリント   | バイアスロン・ワールドカップ |
| 2008年1月6日   | オーバーホーフ           | 15kmマススタート | バイアスロン・ワールドカップ |
| 2008年1月20日  | ラズン・アンテルセルヴァ | 15kmマススタート | バイアスロン・ワールドカップ |
| 2008年2月10日  | エステルスンド           | 12.5kmパシュート | バイアスロン世界選手権       |
| 2008年3月6日   | ハンティ・マンシースク   | 10kmスプリント   | バイアスロン・ワールドカップ |
| 2009年1月17日  | ルーポルディング         | 10kmスプリント   | バイアスロン・ワールドカップ |
| 2009年1月18日  | ルーポルディング         | 12.5kmパシュート | バイアスロン・ワールドカップ |
| 2009年2月14日  | 平昌                     | 10kmスプリント   | バイアスロン世界選手権       |
| 2009年2月15日  | 平昌                     | 12.5kmパシュート | バイアスロン世界選手権       |
| 2009年2月17日  | 平昌                     | 20km個人l        | バイアスロン世界選手権       |
| 2009年3月21日  | トロンハイム             | 12.5kmパシュート | バイアスロン・ワールドカップ |
| 2009年3月22日  | トロンハイム             | 15kmマススタート | バイアスロン・ワールドカップ |
| 2009年12月5日  | エステルスンド           | 10kmスプリント   | バイアスロン・ワールドカップ |
| 2009年12月11日 | ホッホフィルツェン       | 10kmスプリント   | バイアスロン・ワールドカップ |
| 2010年1月10日  | オーバーホーフ           | 15kmマススタート | バイアスロン・ワールドカップ |
| 2010年12月5日  | エステルスンド           | 12.5kmパシュート | バイアスロン・ワールドカップ |
| 2012年2月12日  | コンティオラハティ       | 12.5kmパシュート | バイアスロン・ワールドカップ |
| 2014年2月8日   | ソチ                     | 10kmスプリント   | 冬季オリンピック             |
| 2015年12月2日  | エステルスンド           | 20km個人         | バイアスロン・ワールドカップ |

*バイアスロンではオリンピックと世界選手権の勝利もワールドカップの勝利に算入する
| 年月日         | 開催地   | 種目           | カテゴリー                             |
| -------------- | -------- | -------------- | -------------------------------------- |
| 2006年11月18日 | イェブレ | 15kmフリー走法 | クロスカントリースキー・ワールドカップ |